# خانه (فیلم ۱۹۷۸)
خانه (انگلیسی: Ghar) یک فیلم به کارگردان مانیک چاترجی است که در سال ۱۹۷۸ منتشر شد. از بازیگران آن می‌توان به وینود مهرا و ریکا اشاره کرد.